# Sierra de Cazorla (Comarca)
Die Comarca Sierra de Cazorla ist eine der zehn Comarcas der spanischen Provinz Jaén. Sie wurde, wie alle Comarcas in der Autonomen Gemeinschaft Andalusien, mit Wirkung zum 28. März 2003 eingerichtet.
Die im Südosten der Provinz gelegene Comarca umfasst neun Gemeinden auf einer Fläche von 1.334,42 km².

## Lage
| La Loma       | Las Villas                                  | Sierra de Segura |
| Sierra Mágina | Kompassrose, die auf Nachbargemeinden zeigt |                  |
|               |                                             | Provinz Granada  |

## Gemeinden
| Gemeinde                  | Einwohner (2024) | Fläche km² | Dichte Einw./km² | Cod INE | Postleitzahl        |
| ------------------------- | ---------------- | ---------- | ---------------- | ------- | ------------------- |
| Cazorla                   | 7.012            | 305,40     | 23               | 23028   | 23470               |
| Chilluévar                | 1.322            | 38,78      | 34               | 23030   | 23477               |
| Hinojares                 | 343              | 40,04      | 9                | 23042   | 23486               |
| Huesa                     | 2.419            | 138,43     | 17               | 23045   | 23487               |
| La Iruela                 | 1.867            | 123,97     | 15               | 23047   | 23476               |
| Peal de Becerro           | 5.276            | 147,36     | 36               | 23066   | 23460, 23468, 23485 |
| Pozo Alcón                | 4.550            | 138,61     | 33               | 23070   | 23485, 23486        |
| Quesada                   | 4.952            | 328,35     | 15               | 23073   | 23480               |
| Santo Tomé                | 2.077            | 73,48      | 28               | 23080   | 23311               |
| Comarca Sierra de Cazorla | 29.818           | 1.334,42   | 22               | –       | –                   |

## Nachweise
1. ↑  Instituto Nacional de Estadística Municipal Register of Spain
2. ↑  Orden de 14 de marzo de 2003, por la que se aprueba el mapa de comarcas de Andalucía a efectos de la planificación de la oferta turística y deportiva, Boletín Oficial de la Junta de Andalucía (Amtsblatt der Regierung von Andalusien), Nr. 59 vom 27. März 2003, S. 6248